# Алмаз (научно-производственное объединение)

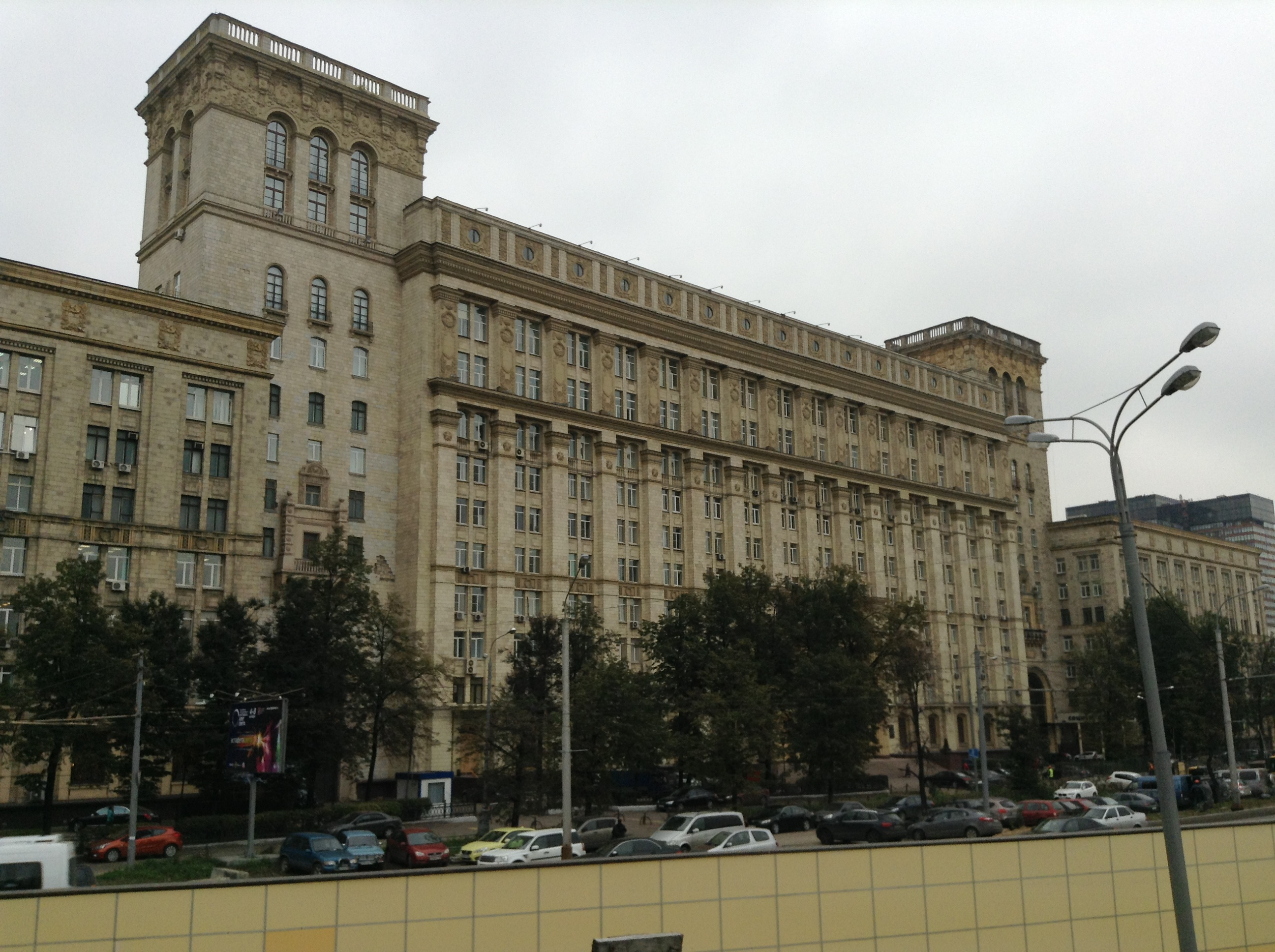
Здание ГСКБ Концерна ПВО «Алмаз-Антей» на Ленинградском проспекте, д. 80 в Москве (1953, архитекторы В. С. Андреев и Г. М. Вульфсон)

«Алмаз» — российское предприятие, занимающееся разработкой зенитных ракетных комплексов (ЗРК) и систем противовоздушной обороны (ПВО).
Является системообразующим предприятием оборонно-промышленного комплекса России. Входит в состав концерна «Алмаз-Антей».
Полное название — Публичное акционерное общество "Научно-производственное объединение «Алмаз» имени академика А. А. Расплетина.
Из-за войны на Донбассе и вторжения России на Украину объединение попало под санкции Евросоюза, США, Канады и Швейцарии.

## История
Предприятие основано в 1947 году как «Специальное бюро № 1» (СБ-1). Впоследствии носило также названия:
- 1950—1966 — Конструкторское бюро (КБ-1, п/я 1323);
- 1966—1971 — Московское конструкторское бюро (МКБ) «Стрела»;
- 1971—1988 — Центральное конструкторское бюро (ЦКБ) «Алмаз»;
- 1988—1995 — Научно-производственное объединение (НПО) «Алмаз»;
- 1995—1996 — Акционерное общество открытого типа (АООТ) «Алмаз»;
- 1996—2001 — ОАО ЦКБ «Алмаз»;
- 2001—2008 — ОАО «НПО „Алмаз“»;
- 2008—2015 — ОАО «ГСКБ Концерна ПВО „Алмаз-Антей“»[7];
- с 1 июля 2015 года — ПАО «НПО „Алмаз“».

До 1960 в КБ-1, по словам Осокина, Ю.В. трудился Берия, Серго Лаврентьевич.
После проведения реорганизации в 2010 году МНИИРЭ «Альтаир», НИЭМИ, МНИИПА и НИИРП стали центрами концерна «Алмаз-Антей».
В июне 2018 года на собрании акционеров «Алмаза» было принято решение о присоединении Лианозовского электромеханического завода и последующей реорганизации компании.

## Деятельность
С 1955 года и по настоящее время предприятие разрабатывает и выпускает зенитные ракетные комплексы — С-25, С-75, С-125, С-200, С-300П, С-350, С-400, С-500.
В июле 2023 года после налета дронов на Новую Москву правительство столицы объявило о выделении гранта НПО «Алмаз» на совершенствование средств обнаружения беспилотников